# Sheena Chohan
Sheena Chohan es una actriz india y modelo de Calcuta. Ella empezó su carrera como modelo y ganó el título de Miss Calcuta. Después fue escogida por Sushmita Sen para competir en el concurso Miss India Universe – I am she.  En el concurso, Chohan ganó el título de “Soy la voz”.
Como modelo, ella ha trabajado con marcas como: Sony Bravia, Wella, Make-up Art Cosmetics and Videocon.
Chohan nació dentro de una familia Punyab. Su padre originario de Bathinda en Punyab, se movió a Kolkatta para trabajar de empresario y propietario de "Chohan Tours and Travels". Su hermano, Sunny Chohan ahora lleva el negocio familiar.

## Teatro
Además de sus películas y carrera de modelo, Chohan es una artista de teatro y actriz. Ella comenzó su carrera como actriz de teatro en Calcuta, con la escuela Paditik de artes escénicas, donde trabajó en escena. Cuando era niña, mientras que estaba en la escuela se involucró en teatro y ha trabajado en muchas obras de teatro, con directores de teatro como Kunal Padhi, en sus primeras obras de Shakespeare, Sueño de una noche de verano, como Hermia, con la actriz Shyamanand Jalan , en Adhe Adhure, se trasladó a Delhi con el grupo de teatro Asmita. Ella entrenó con el director de teatro Arvind Gaur. Participó en su taller de teatro en la India Habitat Centre y actuó en varias obras de teatro. Su primera obra de teatro con Arvind Gaur era Ek Mamooli Aadmi.

## Cine
Chohan se unió al curso de Anupam Khers, la actriz se preparó en 2010. Se trasladó a Mumbai e hizo su primer comercial en Mumbai con producciones Kunal Kohli. Chohan hizo su debut como actriz en la película malayalam  El Tren , coprotagonizada por Mammootty, dirigida por Jayaraj Director ganador del Premio Nacional de la India. Lanzada en 2011, la película se convirtió en un éxito de taquilla y su actuación fue especialmente aplaudida.
Ella será vista próximamente como la protagonista principal "Rima" en Mostofa Sarwar Farooki la próxima película será "Ant Historia" en la que interpretará el papel de una actriz. La película hizo un estreno mundial en el Festival Internacional de Cine de Dubái en diciembre de 2013.

## Representaciones
Ella fue elegida como la cara de la primera temporada de la Bangladesh Premier League (BPL 2012). "Me gustan los deportes y el cricket es uno de mis deportes favoritos. Siempre he seguido partidos de IPL y la Copa Mundial y ovacionado a mi equipo favorito. Pero nunca me di cuenta el esfuerzo y el detalle que entró en cada partido, hasta hoy cuando llegué a un oportunidad de ser parte de BPL 2012. La liga de cricket de Bangladesh me ha dado una excelente plataforma para presenciar y disfrutar del viaje de este gran deporte, así como observar los fanáticos de cricket animando a su favorito. Mi papel es el de conectar con el público, participar en su camino de aprendizaje, así como hacer este viaje más agradable y fascinante. Estoy muy honrado de ser parte de este gran espectáculo deportivo internacional y estoy a la espera de esta nueva experiencia que me ayude a conectar y llegar a una mayor audiencia ",  dijo la actriz.
El 13 de febrero el 2012 se anunció que Chohan ha sido seleccionada oficialmente como la cara y el anfitrión de la angladesh Premier League (BPL) T-20 del torneo. También continuó el papel en la BPL 2013. Ella llevó adelante con éxito el reinado de ser la cara de Bangladesh Premier League 2 y fue sede de la liga deportiva en enero-febrero de 2013 como la Chica BPL.
En diciembre de 2013, fue seleccionada Sheena Chohan entre las finalistas de los mejores Animadores Connect LQ Premios 2013 por sus performances.
En marzo de 2014, Sheena fue sede de la Copa Asia de Cricket de 2014, en Daca, que fue un gran éxito.

## Filmografía
| Año  | Película                  | Papel        | Lengua         | Notas                                         |
| ---- | ------------------------- | ------------ | -------------- | --------------------------------------------- |
| 2011 | El tren                   | Meera        | Malayalam      |                                               |
| 2012 | Mukti                     | Bela         | Hindi          | Basada en los poemas de Rabindranath Tagores. |
| 2012 | Patralekha                | Protagonista | Hindi          | Basada en los poemas de Rabindranath Tagores. |
| 2014 | La historia de la hormiga | Rima         | inglés bengalí | Premiada en el DIFF 2013                      |

## Premios
| Miss Universe India - I am She 2010-"Soy la voz" (Mejor expresión y conexión con la audiencia)                             |
| Miss Kolkata |
| Concurso de belleza, Kolkata                                                                                               |
| Ganadora de Miss Universe India - I am She 2010, Mumbai                                                                    |
| Nominada como mejor actriz por la película Ant Story en el The Dubai International Film Festival 2013                      |
| Nominated as Best Actress for Actress for Ant Story at The Shanghai International Film Festival 2014 (Premio Globo de Oro) |